# 사토촌 (가고시마현)
사토촌(일본어: 里村)은 일본 가고시마현 북서에 위치했던 사쓰마군의 옛 촌이다. 2004년 8월 12일에 사쓰마군의 8정촌과 센다이시와 합병해 사쓰마센다이시가 되었다.

## 지리
가고시마현 북서부, 가고시마시에서 북서쪽으로 약 80km 떨어진 동중국해에 떠 있는 고시키지마 열도(甑島列島)의 가미키지마(上甑島)의 최동단에 위치한 정이다. 마을의 중심부는 리쿠케이토(陸繋島)라고 불리는 모래톱 위에 마을이 있고, 마을 전체 인구의 대부분이 이 모래톱 위에 집중되어 있으며, 일부는 가미코시 섬 본섬에도 퍼져 있다.
가고시마현 본토에서 오는 교통편은 이치키쿠시키노시의 쿠시키노 신항에서 출발하는 고속선(소요시간 약 50분)과 카페리(1시간 20분)로, 배 이외의 교통수단은 없으며, 역, 공항 등도 설치되어 있지 않다.

## 역사
- 1891년 - 가미코시키촌으로부터 분립해 사토촌이 성립하였다.
- 2004년 10월 12일 - 센다이시·히와키정·이리키정·도고정·가미코시키촌·시모코시키촌·가시마촌과 합병해 사쓰마센다이시가 되었다.

## 생활・관광
정에는 개인 상점의 소매점 외에 슈퍼마켓은 있지만 편의점 등 24시간 영업하는 점포는 전혀 없다. 오락시설도 마을 내에 존재하는 유일한 오락시설은 파칭코 가게뿐이다.
사토촌은 관광지 또는 갯바위 낚시의 명소로 낚시 프로그램이나 관광 프로그램 등에 자주 소개되고 있으며, 연중 내내 규슈 각 현과 전국에서 낚시꾼들이 찾아온다. 숙박은 민박 외에도 마을 북단에 일본식 료칸이, 사토항 부근에 서양식 호텔이 있다. 이 호텔은 섬 내 유일한 온천 시설이기도 하지만, 원천의 온도가 낮기 때문에 다시 끓여서 사용하고 있다.
마을에서 산을 넘어 북서쪽 해안에는 해수욕장과 야영장이 있다.
사슴벌레 백합 자생지로 알려져 있으며, 여름에는 마을 내에서 자생하는 사슴벌레 백합이 피어난다.

## 참고 문헌
- 角川日本地名大辞典編纂委員会,『角川日本地名大辞典 鹿児島県』1983, 角川書店